# Leandro Guerreiro
Leandro Luchese Guerreiro, mais conhecido como Leandro Guerreiro, ou simplesmente Guerreiro (São Borja, 17 de novembro de 1978), é um ex-futebolista brasileiro que atuou como volante e zagueiro.

## Carreira

### Início no Internacional, Guarani, futebol italiano
Leandro Guerreiro iniciou sua carreira profissional no Sport Club Internacional em 2000 com 21 anos. Destacou-se por, apesar de franzino, marcar seus adversários com muita precisão e talento. Contudo, caiu em desgraça com a torcida devido à falha que culminou em gol do Cruzeiro e eliminação do Internacional na Copa João Havelange. Em 2002, foi para o Guarani e em 2004 para a Itália, onde jogou pelo Salernitana, Napoli e Pescara. Defendeu ainda a Ponte Preta.

### Volta ao Brasil e Botafogo
Em 2006, foi contratado pelo Criciúma, pelo qual venceu o Campeonato Brasileiro Série C, voltando a ser destaque como capitão da equipe. Foi lembrado por muitos em Santa Catarina e é respeitado até hoje por se destacar jogando em um dos clubes mais conhecidos nacionalmente do estado.
Assinou com o Botafogo em 2007 e, em pouco tempo, conquistou a posição de titular. Seu primeiro gol pelo alvinegro veio no dia 14 de junho de 2007, numa vitória por 4–0 sobre o Vasco, com um lindo chute de primeira na intermediária, no ângulo do goleiro. Jogou os últimos três meses de 2007 a base de infiltrações  e ficou em recuperação por três meses na temporada de 2008.
Voltou à equipe no dia 13 de abril, na semifinal da Taça Rio de 2008 contra o Flamengo, entrando no segundo tempo da partida que terminou 3–0 para o Botafogo. No entanto, Leandro Guerreiro não conseguiu recuperar a condição de titular devido à boa fase de Diguinho.
Em 2009, numa partida contra o Mesquita, válida pela terceira rodada do Campeonato Carioca o jogador completou seu centésimo jogo pelo clube carioca. Em 2010 sagrou-se Bicampeão da Taça Guanabara com o Botafogo. Devido à contusão de Lúcio Flávio na fase final do Campeonato Carioca, Leandro Guerreiro, com a braçadeira de capitão, levantou o troféu da Taça Rio, que deu a sua equipe, de forma antecipada, o tão esperado título de Campeão Carioca de 2010, contra o Flamengo, após ser derrotado pelo rival por três anos seguidos na decisão. Guerreiro permaneceu no clube até ao final de 2010, e até hoje é lembrado pelos torcedores do alvinegro carioca como símbolo de raça e valentia em campo.

### Cruzeiro
No dia 17 de janeiro de 2011, foi anunciado como reforço pela equipe do Cruzeiro. O clube esteve ameaçado de rebaixamento no Campeonato Brasileiro de Futebol de 2011 até a última rodada. Porém, conseguiu evitar a queda com uma goleada no clássico com o Atlético Mineiro – uma das maiores goleadas da história do confronto. Leandro Guerreiro marcou o segundo dos seis gols da equipe.
No final da temporada de 2012, a pedido do treinador Celso Roth, Leandro Guerreiro aceitou atuar na posição de zagueiro, devido a carência de jogadores na posição. Apesar disso, a equipe apresentou um mau desempenho, tendo o Cruzeiro terminado o campeonato na metade da tabela.
Na temporada 2013, o Cruzeiro fez uma grande reformulação no elenco e, aos poucos, Leandro Guerreiro foi perdendo espaço na equipe titular. No final do ano, não renovou com o clube para a temporada de 2014.

### América Mineiro
No dia 9 de janeiro de 2014, acertou com o Coelho para a disputa do Campeonato Mineiro e da Série B do Brasileirão. No ano de 2015 Leandro Guerreiro faz parte do elenco do time que subiria para a primeira divisão do Campeonato Brasileiro 2015 Série B, ficando em 4 lugar da disputa do Campeonato.
Em 2016, como capitão, Leandro participa do grande time americano com a conquista do título do Campeão Mineiro de 2016, onde o time sobrava em campo fazendo jogos espetaculares. A final foi com o time do Atlético Mineiro com jogadores famosos, mas uma defesa muito vulnerável. O time americano jogou de igual para igual e sagrou-se campeão com um empate em 1–1, já que havia vencido a primeira partida por 2–1, na Arena Independência.
No final do ano de 2016, o América não resiste a qualidade técnicas dos outros times do Brasileirão, por ter um elemento muito enxuto e com muito poucos jogadores de qualidade de reposição é rebaixado para a segunda divisão do Campeonato Brasileiro. No último jogo Leandro anúncio sua aposentadoria do futebol. O técnico, Enderson Moreira, enaltece seu comandado elogiando sua liderança e sua força física, apesar de seus 38 anos de idade. É um jogador que entrou para a história do Clube América Mineiro.

## Treinador

### Cruzeiro
No ano de 2019 começa a treinar e se qualificar como treinador nas categorias de base do times Sub-14 e Sub-15 da Raposa. Com o objetivo de formar jogadores e homens de caráter. Tentando qualificar cada vez mais para alcançar o profissionalismo e se transformar em um grande treinador.
O ex-volante tem como inspiração o trabalho de Cuca (treinador de futebol).

## Títulos
Criciúma
- Campeonato Brasileiro - Série C: 2006

Botafogo
- Campeonato Carioca: 2010
- Taça Guanabara: 2009 e 2010
- Copa Peregrino: 2008
- Taça Rio: 2007, 2008 e 2010

Cruzeiro
- Campeonato Mineiro: 2011
- Campeonato Brasileiro: 2013[6]

América Mineiro
- Campeonato Mineiro: 2016